# Genocidi u Burundiju
Od stjecanja neovisnosti Burundija 1962., dogodila su se dva događaja koja se nazivaju genocidom. Ti događaji su bili 1972.: masovna ubojstva Hutua koje je izvela vojska Tutsija, i 1993.; ubojstva Tutsija koje su izveli Hutui koji je priznat kao genocid u konačnom izviješćuu međunarodne komisije za ispitivanje u Burundiju predstavljenom Vijeću sigurnosti Ujedinjenih naroda 2002.

## Pozadina
Stanovnici Burundija kroz 1960-te i 1970-te bili su otprilike 86 % Hutu, 13 % Tutsi, a 1 %. Većinu tog razdoblja, Tutsi su držali skoro pa monopol na visoke vladine i vojne položajima. Burundi je stekao neovisnost od Belgije 1962., a u svibnju 1965. održani su prvi izbori nakon neovisnosti. Hutu kandidati postigli su uvjerljivu pobjedu, osvojivši 23 mjesta od ukupno 33. No, umjesto imenovanja Hutu premijera, kralj Mwambutsa IV. imenuje jednog od svojih Tutsi prijatelja. Dana 18. listopada 1965. godine, Hutui, ljuti na kraljevu odluku, pokušavaju državni udar. Kralj je pobjegao iz zemlje, ali udar u konačnici nije uspio.
Godinama kasnije, kako se približavao 29. travnja 1972.  šuškalo se s političkim interesom iz događaja vezanih za povratak bivšeg kralja, Ntare V. Iz kompleksa elemenata miješanih s bizantskim intrigama, Ntare je prvo stigao u Ugandu. Predsjednik Ugande, Idi Amin, tvrdio je da je dobio pismeno jamstvo od predsjednika Micombera da se Ntare može vratiti u Burundi i živjeti tamo kao privatni građanin. Korišteći helikopter na raspolaganju od šefa države Ugande, Ntare je stigao u zemlju gdje su on i njegovi preci vladali kao kraljevi, u ožujku 1972. U roku od nekoliko sati, on je stavljen u kućni pritvor u bivšoj palači u Gitegi. Ubrzo nakon toga, službena radio emisija je objavila da Ntare pokušava potaknuti plaćenićku invaziju na Burundi da se vrati na vlast. Neki ministri bili su skloni da ga drži pod ograničenom zaštitom u Gitegi, a drugi su htjeli njegovu smrt. Situacija je neslužbeno bila riješena kada je Ntare ubije negdje između subote navečer, 29. travnja i sljedećeg jutra, u okolnostima koje su još uvijek nejasne. Je li postojala zavjera, ili je njegova smrt bila uključena u nasilne ustanke u Gitegi još uvijek nije utvrđeno.

## 1972
27. travnja 1972. godine, izbila je pobuna na čelu s nekim članovima Hutu žandarmerije kod jezerskim gradovima Rumonge i Nyanza-Lac te proglasili Martyazo Republiku. Bezbrojna zvjerstva su prijavili očevici, a naoružani Hutu pobunjenici nastavili su ubijati svakog Tutsija na vidiku, kao i Hutue koji su odbili pridružiti se pobuni. Procjenjuje se da je tijekom ovog početnog Hutu ustanka od 800 do 1200 ljudi ubijeno.
Predsjednik Michel Micombero (Tutsi) proglasio je izvanredno stanje. Njegove oružane snage masovno su ubijale Hutue. Početne faze genocida jasno su orkestrirane s popisima meta, uključujući Hutu obrazovanu elitu i vojno obučeni. Kad se to dovršilo, vojska pod kontrolom Tutsija okrenula se protiv većeg broja civilnog stanovništva. Tutsija-kontrolirane državne vlasti prvotno su procijenile se da je oko 15.000 ubijeno, a Hutu protivnici su tvrdili da broj mnogi bliže 300.000. Danas, procjenjuje lebde u te dvije slike, na između 80.000 i 210.000 ubijenih. Nekoliko stotina tisuća Hutua procjenjuje se da su pobjegli od genocida u Zair, Ruandu i Tanzaniju.
Tijekom 29. – 30. travnja, Burundi (Hutu) naoružani pobunjenici u savezu s zairskim prognanicima (mulelistima) napali su južni Burundi, Gitegu i Bujumburu. Pokušavali su napraviti republiku pod vodstvom Hutua i riješiti se Tutsija. Hutu vlada je tvrdila da je bilo oko 50.000 smrtnih slučajeva, među kojima je bilo najviše Tutsija. Međutim, većina promatrača tih događanja vjeruje da je brojka od 50.000 uvelike pretjerana. Promatrači također zaključuju da je postojao pokušaj Hutu elemenata svrgnuti vladu Micombera. Bilo je oko 4-5 tisuća Hutua koji su uključeni u ovaj napad. Oni nisu vodili evidenciju, ali procjenjuje se da je oko 3.000 Tutsija ubijeno prvog tjedna. Nema dokaza da su mulelisti bili uključeni u nasilje, ali ckorišteni su mulelistički znakovi, odjeća,i napjevi. Bio je dio povijesnog obrasca većinske grupe kojoj je bila odbojna dominacija manjine.
Burundi je proglašen područjem elementarne nepogode na 1. svibnja.  Nakon uporabe 25.000 $ pomoći za nepredviđene situacije Svjetske organizacije za uklanjanje posljedica katastrofa,    Burundi je zatražio od SAD-a još 75.000 $, što im je odmah odobreno. Većina novca upotrijebljena je za kupnju robe na lokalnoj razini ili iz susjednih zemalja; stavka je uključival deke, dva vozila hitne pomoći, hranu, odjeću i prijevoz.

## 1990. – 94.
U listopadu 1990. godine, prognanici iz Ruande, uglavnom Tutsiji, koji su služili godinama u Oružanim snagama Ugande, napali su Ruandu. Sljedeće tri godine sastojale su se od rata između Hutu vlade i napadačkih snaga poznatih kao Ruandska Domoljubna Fronta. Godine 1993. emisari iz Ujedinjenih naroda i Organizacije afričkog jedinstva (OAU) složili su mirovni sporazum. Prekid vatre stupio je na snagu 6. travnja Dana 6. travnja 1994. godine, predsjednici Burundija i Ruande vraćali su se u prijestolnicu Ruande Kigali s drugim regionalnim čelnicima iz mirovnih pregovora u Tanzaniji. Predsjednik Ruande je bio pod snažnim međunarodnim pritiskom za provedbu mirovnog sporazuma iz 1993. godine. Dok se zrakoplov približavao Kigaliju, oboren je. Vlada je brzo podigla cestovne barijere u Kiglaiju, a predsjednička garda je počela ubijati poznate Tutsi protivnike.
U lipnju 1993. godine u Burundiju, Hutu stranka "Front pour la Démocratie au Burundi", FRODEBU, i njezin predsjednički kandidat, Melchior Ndadaye, pobijedili su na izborima i formirali prvu Hutu vlada u zemlji. Napetosti su počele eskalirati gotovo odmah. Male bande Hutu i Tutsija dosljedno su se borile unutar i okolo glavnog grada, Bujumbure, često rastući u veće skupine naoružane mačetama i napadajući jedni druge. Napetosti su konačno dostigle točku ključanja 21. listopada 1993. godine, kada je predsjednik Ndadaye ubijen, a zemlja je zapala u razdoblje građanskih sukoba. Neke FRODEBU strukture odgovorile su nasilno na Ndadayino ubojstvo, ubijajući "možda čak 25.000 Tutsija". Pokušavajući uvesti natrag red, elementi burundijske vojske i Tutsi civila pokrenuli su napade na Hutue, uključujući i nevine civila, kao i pobunjenike, što je rezultiralo s "najmanje onoliko" smrtnih slučajeva koliko je uzrokovalo pobunu. Godine 2002. Međunarodna istražna komisija Ujedinjenih naroda za Burundi prozvala je masovno ubijanje Tutsija 1993. genocidom.

## Poveznica s Ruandom
Genocid iz 1972. godine ostavio je neizbrisiv trag u kolektivnoj memoriji Hutu stanovništva, kako u Burundiju tako i u susjednim zemljama. Deseci tisuća Hutu civila pobjegli su iz zemlje tijekom nasilja kod sjevernih susjeda: Ruandu. Povećane tenzije u Burundiju i Ruandi izazvale su epizode građanskog i prekograničnog nasilja u Burundiju. Tako se taložio veliki broj ubojstva s obje sukobljene strane. Te su epizode dodatno radikalizirale elemente Hutu stanovništva u Ruandi, koji se također suočavalo s pritiskom militantne Tutsi oporbe, Ruandske Domoljubne Fronte. Godine 1994.  Hutui su proveli genocid protiv Tutsija u Ruandi. Tisuće Tutsi izbjeglice potražilo je sigurnost u Burundiju.
U tisku je bilo izvješća o svibnju 1973., da su mladi borbeni Hutu studentski lideri u Ruandi, Tanzaniji i Zairu se nadahnuli i koordinirali tri račvasta napad na Burundi.